# المغيرة بن شعبة
أبو عبد الله المغيرة بن شعبة بن أبي عامر بن مسعود الثقفي (600م/23 ق ه- 670م/50 هـ) من كبار الصحابة، ولد في ثقيف بالطائف، وبها نشأ، وكان كثير الأسفار، أسلم عام الخندق، وتوفي عام 50 هـ في الكوفة وعمره سبعون سنة.
كُني بـ أبو عيسى، ويقال: أبو عبد الله. من دهاة العرب وذوي آرائها وهو من كبار الصحابة أولي الشجاعة والمكيدة والدهاء، كان ضخم القامة، عَبل الذراعين، بعيد ما بين المنكبين، أصهب الشعر جعده، وكان لا يفرقه.
قال عنه الطبري: كان لا يقع في أمر إلا وجد له مخرجاً ولا يلتبس عليه أمران إلا أظهر الرأي في أحدهما وقال عنه الحافظ الذهبي: " من كبار الصحابة، أولي الشجاعة والمكيدة، شهد بيعة الرضوان، كان رجلا طِوالاً، مهيباً، ذهبت عينه يوم اليرموك، وقيل: يوم القادسية.

## نسبه
هو المغيرة بن شعبة بن أبي عامر بن مسعود بن معتب بن مالك بن كعب بن عمرو بن سعد بن عوف بن ثقيف «الثقفي».

## المغيرة بن شعبة بين الجاهلية والإسلام
روى الواقدي، عن محمد بن يعقوب بن عتبة، عن أبيه، وعن جماعة قالوا: قال المغيرة بن شعبة:«"كنا متمسكين بديننا ونحن سدنة اللات، فأراني لو رأيت قومنا قد أسلموا ما تبعتهم. فأجمع نفر من بني مالك الوفود على المقوقس وإهداء هدايا له، فأجمعت الخروج معهم، فاستشرت عمي عروة بن مسعود، فنهاني، وقال: ليس معك من بني أبيك أحد. فأبيت، وسرت معهم، وما معهم من الأحلاف غيري، حتى دخلنا الإسكندرية، فإذا المقوقس في مجلس مطل على البحر، فركبت زورقًا حتى حاذيت مجلسه، فأنكرني، وأمر من يسألني، فأخبرته بأمرنا وقدومنا، فأمر أن ننزل في الكنيسة، وأجرى علينا ضيافة، ثم أدخلنا عليه، فنظر إلى رأس بني مالك فأدناه، وأجلسه معه، ثم سأله: أكلكم من بني مالك؟ قال: نعم، سوى رجل واحد. فعرَّفه بي، فكنت أهون القوم عليه، وسُرَّ بهداياهم، وأعطاهم الجوائز، وأعطاني شيئًا لا ذكر له. وخرجنا، فأقبلت بنو مالك يشترون هدايا لأهلهم، ولم يعرض عليَّ أحد منهم مواساة، وخرجوا، وحملوا معهم الخمر، فكنا نشرب، فأجمعت على قتلهم، فتمارضت، وعصبت رأسي، فوضعوا شرابهم، فقلت: رأسي يُصدع ولكني أسقيكم. فلم ينكروا، فجعلت أصرف لهم، وأترع لهم الكأس، فيشربون ولا يدرون، حتى ناموا سكرًا، فوثبت وقتلتهم جميعًا، وأخذت ما معهم.".»
فقدمت على النبي، فأجده جالسًا في المسجد مع أصحابه، وعليَّ ثياب سفري، فسلمت، فعرفني أبو بكر، فقال النبي: «"الحمد لله الذي هداك للإسلام".»
قال أبو بكر: «"أمن مصر أقبلتم؟ قلت: نعم. قال: ما فعل المالكيون؟ قلت: قتلتهم، وأخذت أسلابهم، وجئت بها إلى رسول الله ليخمسها. فقال النبي : "أما إسلامك فنقبله، ولا آخذ من أموالهم شيئًا؛ لأن هذا غدر، ولا خير في الغدر". فأخذني ما قَرُب وما بعُد، وقلت: إنما قتلتهم وأنا على دين قومي، ثم أسلمت الساعة. قال : "فإن الإسلام يجُبُّ ما كان قبله"..»

## المغيرة بن شعبة في الإسلام
تولى أمر الكوفة حتى قُتِل عمر، فاستمر في عهد عثمان حيناً ثم عزله. اعتزل الفتنة أيام علي فلقيه عمار بن ياسر في سكك المدينة فقال له: هل لك يا مغيرة أن تدخل في هذه الدعوة فتسبق من معك وتدرك من سبقك؟ فقال: وددت والله أني علمت ذلك، وإني والله ما رأيت عثمان مصيباً ولا رأيت قبله صواباً فهل لك يا أبا اليقظان أن تدخل بيتك وتضع سيفك وأدخل بيتي حتى تنجلي هذه الظلمة ويطلع قمرها فنمشي مبصرين؟ قال عمار: أعوذ بالله أن أعمى بعد إذ كنت بصيراً يدركني من سبقته ويعلمني من علمته. فقال المغيرة: يا أبا اليقظان إذا رأيت السيل فاجتنب جريته.

## ملامح من شخصية المغيرة بن شعبة
كان يقال له: مغيرة الرأي؛ فقد كان من دهاة العرب، وشهد اليمامة وفتوح الشام والعراق، ولاّه عمر البصرة، ففتح ميسان، وهمذان، وعدة بلاد.
وكان رجلاً طوالاً مهيباً، ضخم الهامة، أصيبت عينه في اليرموك وقيل: في القادسية، وقيل: بل نظر إلى الشمس وهي مكسوفة فذهب ضوء عينه كما جاء في حديث ام المؤمنين عائشة.
وكان واحداً من دهاة العرب المشهورين حتى قيل له: مغيرة الرأي. حدث عنه بعض أصحابه قال: صحبت المغيرة فلو أن مدينة لها ثمانية أبواب لا يخرج من باب منها إلا بمكر لخرج من أبوابها كلها.
وما غلبه أحد في الدنيا كما كان يقول إلا شاب من قبيلة بني الحارث بن كعب (وفي رواية «إلا فَتَى مُرَّة»)، حين خطب المغيرة امرأة فقال له الشاب: أيها الأمير لا تنكحها فإني رأيت رجلاً يقبلها. فانصرف عنها، فتزوجها الشاب، فقال له المغيرة: ألم تقل إنك رأيت رجلاً يقبلها؟ قال: بلى رأيت أباها يقبلها وهي صغيرة.
وكان مزواجاً مطلاقاً أحصن أكثر من ثمانين امرأة، وطعن في بطنه يوم القادسية فجيء بامرأة من طيء تخيط بطنه فلما نظر إليها قال: ألك زوج؟ قالت: وما يشغلك ما أنت فيه من سؤالك إياي؟
وكان يقول: صاحب الواحدة إن زارت زار، وإن حاضت حاض، وإن نفست نفس، وإن اعتلت اعتل، وصاحب الثنتين في حرب هما ناران تشتعلان، وصاحب الثلاث في نعيم، فإذا كن أربع كان في نعيم لا يعدله شيء.
حج بالناس سنة أربعين لما كان معتزلاً بالطائف.

## بعض المواقف من حياة المغيرة بن شعبة مع رسول الله
يقول المغيرة بن شعبة: «"بعثت قريش عام الحديبية عروة بن مسعود إلى رسول الله ليكلمه، فأتاه فكلمه، وجعل يمس لحيته، وأنا قائم على رأس رسول الله مقنّع في الحديد، فقال المغيرة لعروة: كُفَّ يدك قبل أن لا تصل إليك. فقال: من ذا يا محمد؟ ما أفظه وأغلظه!! قال : "ابن أخيك". فقال: يا غُدر، والله ما غسلت عني سوءتك إلا بالأمس.".»
وشهد المغيرة بيعة الرضوان والمشاهد بعدها، ولما قدم وفد ثقيف أنزلهم النبي ﷺ عنده، فأحسن ضيافتهم، وبعثه  مع أبي سفيان بن حرب بعد إسلام أهل الطائف فهدما اللات.
ولما دفن النبي صلى الله عليه وخرج علي من القبر الشريف ألقى المغيرة خاتمه وقال: يا أبا الحسن خاتمي، قال: انزل فخذه قال المغيرة: فمسحت يدي على الكفن فكنت آخر الناس عهداً برسول الله صلى الله عليه وسلم.
قال ابن كثير في كتابه السيرة النبوية "ذِكْرُ مَن كان آخرَ الناس به عهدا عليه الصلاة والسلام قال الإمام أحمد: حدثنا يعقوب، حدثنا أبي، عن ابن إسحاق، حدثني أبي إسحاق ابن يسار، عن مقسم أبى القاسم مولى عبد الله بن الحارث بن نوفل، عن مولاه عبد الله بن الحارث، قال: اعتمرت مع علي في زمان عمر أو زمان عثمان، فنزل على أخته أم هانئ بنت أبي طالب، فلما فرغ من عمرته رجع فسكبت له غسلا فاغتسل.
فلما فرغ من غسله دخل عليه نفر من أهل العراق فقالوا: يا أبا حسن جئناك نسألك عن أمر نحب أن تخبرنا عنه. قال: أظن المغيرة بن شعبة يحدثكم أنه كان أحدث الناس عهدا برسول الله صلى الله عليه وسلم، قالوا: أجل. عن ذلك جئنا نسألك. قال: أحدث الناس عهدا برسول الله صلى الله عليه وسلم قثم بن عباس". تفرد به أحمد من هذا الوجه.
وقد رواه يونس بن بكير عن محمد بن إسحاق به مثله سواء، إلا أنه قال قبله عن ابن إسحاق قال: وكان المغيرة بن شعبة يقول: أخذت خاتمي فألقيته في قبر رسول الله صلى الله عليه وسلم وقلت حين خرج القوم: إن خاتمي قد سقط في القبر. وإنما طرحته عمدا لأمس رسول الله صلى الله عليه وسلم فأكون آخر الناس عهدا به.
قال ابن إسحاق: فحدثني والدي إسحاق بن يسار، عن مقسم، عن مولاه عبد الله بن الحارث، قال: اعتمرت مع علي. فذكر ما تقدم.
وهذا الذي ذكر عن المغيرة بن شعبة لا يقتضى أنه حصل له ما أمله، فإنه قد يكون على رضي الله عنه لم يمكنه من النزول في القبر بل أمر غيره فناوله إياه، وعلى ما تقدم يكون الذي أمره بمناولته له قثم بن عباس.".
وحين تولى الصديق الخلافة أرسله إلى أهل النجَير. ((حصن منيع باليمن لجأ إليه أهل الردة مع الأشعث بن قيس)).

## بعض المواقف من حياته مع الصحابة

### المغيرة بن شعبة مع عمر
استعمل عمر بن الخطاب المغيرة بن شعبة على البحرين، فكرهوه، فعزله عمر، فخافوا أن يرده؛ فقال دهاتهم: إن فعلتم ما آمركم لم يرده علينا. قالوا: مرنا. قال: تجمعون مائة ألف حتى أذهب بها إلى عمر، فأقول: إنَّ المغيرة اختان هذا، فدفعه إليَّ. قال: فجمعوا له مائة ألف، وأتى عمر، فقال ذلك. فدعا المغيرة، فسأله، قال: كذب، أصلحك الله، إنما كانت مائتي ألف. قال: فما حملك على هذا؟ قال: العيال والحاجة. فقال عمر للعِلج: ما تقول؟ قال: لا والله لأصدقَنك، ما دفع إليَّ قليلاً ولا كثيرًا. فقال عمر للمغيرة: ما أردت إلى هذا؟ قال: الخبيث كذب عليَ، فأحببت أن أخزيه.

### المغيرة بن شعبة مع علي
قال المغيرة بن شعبة لعلي بعد مقتل عثمان: اقعد في بيتك ولا تدعُ إلى نفسك؛ فإنك لو كنت في جحر بمكة لم يبايعوا غيرك. وقال لعلي: إن لم تطعني في هذه الرابعة لأعتزلَنَك، ابعث إلى معاوية عهده، ثم اخلعه بعدُ. فلم يفعل، فاعتزله المغيرة باليمن. فلما شُغل علي ومعاوية فلم يبعثوا إلى الموسم أحدًا، جاء المغيرة فصلى بالناس، ودعا لمعاوية.

## أثر المغيرة بن شعبة على الأخرين
أرسل رستم إلى سعد بن أبي وقاص: أنِ ابعث إلينا برجل نكلمه، فكان فيمن بعثه المغيرة بن شعبة، فأقبل إليهم وعليهم التيجان والثياب المنسوجة بالذهب وبُسطهم على غَلوة لا يُوصل إلى صاحبهم حتى يُمشى عليها، فأقبل المغيرة حتى جلس مع رستم على سريره، فوثبوا عليه وأنزلوه ومعكوه، وقال: قد كانت تبلغنا عنكم الأحلام، ولا أرى قومًا أسفه منكم، إنا معشر العرب لا نستعبد بعضنا بعضًا، فظننت أنكم تواسون قومكم كما نتواسى، فكان أحسن من الذي صنعتم أن تخبروني أن بعضكم أرباب بعض، فإن هذا الأمر لا يستقيم فيكم ولا يصنعه أحدٌ، وإني لم آتكم، ولكن دعوتموني اليوم، علمت أنكم مغلبون، وأن ملكًا لا يقوم على هذه السيرة ولا على هذه العقول. فقالت السفلة: صدق والله العربي. وقالت الدهاقين: والله لقد رمى بكلام لا تزال عبيدنا ينزعون إليه، قاتل الله أولينا! ما كان أحمقهم حين كانوا يصغرون أمر هذه الأمة! ثم تكلم رستم فحمد قومه وعظم أمرهم، وحقر من شأن العرب، وعرض عليه الأموال لينصرف العرب عن بلاد فارس.
فتكلم المغيرة فحمد الله وأثنى عليه وقال: «إن الله خالق كل شيء ورازقه، فمن صنع شيئًا فإنما هو يصنعه، وأما الذي ذكرت به نفسك وأهل بلادك من الظهور على الأعداء والتمكن في البلاد فنحن نعرفه، فالله صنعه بكم ووضعه فيكم وهو له دونكم، وأما الذي ذكرت فينا من سوء الحال والضيق والاختلاف فنحن نعرفه ولسنا ننكره، والله ابتلانا به والدنيا دولٌ، ولم يزل أهل الشدائد يتوقعون الرخاء حتى يصيروا إليه، ولم يزل أهل الرخاء يتوقعون الشدائد حتى تنزل بهم، ولو شكرتم ما آتاكم الله لكان شكركم يقصر عما أوتيتم، وأسلمكم ضعف الشكر إلى تغير الحال، ولو كنا فيما ابتلينا به أهل كفر لكان عظيم ما ابتلينا به، مستجلبًا من الله رحمةً يرفه بها عنا؛ إن الله تبارك وتعالى بعث فينا رسولاً». ثم ذكر له الخيارات الثلاث: الإسلام أو الجزية أو القتال، وقال له: «وإن عيالنا قد ذاقوا طعام بلادكم، فقالوا: لا صبر لنا عنه».
فقال رستم: إذن تموتون دونها. فقال المغيرة: «يدخل من قُتل منا الجنة، ومن قتل منكم النار، ويظفر من بقي منا بمن بقي منكم».

## بعض الأحاديث التي نقلها عن النبي
عن عبد الملك بن عمير، عن وراد كاتب المغيرة بن شعبة، قال: أملى علي المغيرة بن شعبة في كتاب إلى معاوية أن النبي كان يقول في دبر كل صلاة مكتوبة: «"لا إله إلا الله وحده لا شريك له، له الملك وله الحمد وهو على كل شيء قدير، اللهم لا مانع لما أعطيت، ولا معطي لما منعت، ولا ينفع ذا الجد منك الجد".»
وعن المغيرة بن شعبة قال: «"كسفت الشمس على عهد رسول الله يوم مات إبراهيم، فقال الناس: كسفت الشمس لموت إبراهيم. فقال رسول الله : "إن الشمس والقمر لا ينكسفان لموت أحدٍ ولا لحياته، فإذا رأيتم فصلوا وادعوا الله".»

## من كلمات المغيرة بن شعبة
قال المغيرة بن شعبة: «"اشكر من أنعم عليك، وأنعم على من شكرك؛ فإنه لا بقاء للنعم إذا كفرت، ولا زوال لها إذا شكرت.".»

## وفاة المغيرة بن شعبة
توفي المغيرة بن شعبة بالكوفة سنة خمسين للهجرة، وهو ابن سبعين سنة.